# كنيسة برقين
كنيسة القديس جرجس أو كنيسة برقين كنيسة أرثوذكسية أثرية، تم بناء معظمها في الفترة البيزنطية، تقع في بلدة برقين شمال الضفة الغربية، وهي رابع أقدم كنيسة في العالم، وخامس موقع كنيسي في العالم كله. تقع الكنيسة على تلة صغيرة، تشرف على شارع رئيسي يوصل بلدة برقين بالمدن والقرى المجاورة. ولا تعتبر اليوم أشهر معالم البلدة فحسب، بل من أهم المعالم التاريخية بالضفة الغربية.

## نبذة تاريخية
جاء اسم القرية من تحريف لكلمة «برصين» التي أصبحت مع مرور الزمن الي برقين. أما اسم البلدة قبل اكتشاف الكنيسة ببيت فلوى. الكنيسة تخضع لطائفة وقد بنى الجزء الأول من الكنيسة منذ ألفي سنة، أما الجزء الثاني فشيد في عصر الملك قسطنطين، وأمه هيلانة قبل حوالي 1500 عام، ويعود التاريخ الأقدم للكنيسة للقرنين الرابع والخامس الميلادي خلال العهد البيزنطي، ولذا فهي تعد رابع أقدم كنيسة في العالم أما البناء الحالي فيعود لفترة الصليبيين في القرن الثاني عشر تم ترميم الكنيسة وتوسعتها في الفترات اللاحقة، وهي تشتهر بوجود مغارة أثرية التي شفى فيه السيد المسيح العشرة البرص.
الأساس في الكنيسة هو المغارة التي عُزل فيها عشرة أشخاص أصيبوا بداء البرص، وحسب ما ذكر في "إنجيل لوقا 17" من 11-19 تسعة منهم كانوا يهوداً وواحد سامري، وفي أعلى المغارة طاقة كان ينزل الناس من خلالها الطعام والشراب لهم، وكان في ذلك العهد يعتقد اليهود أن أي شخص مصاب بمرض فهو مضطهد ويجب عزله، لأنه مصاب بخطيئة حملها من والديه.
وأثناء مرور السيد المسيح من الناصرة الى القدس مروراً بجنين استطاع الوصول الى برقين وشفاء العشرة البرص، وبعد الناس الذين اعتنقوا الدين المسيحي بدأوا بالصلاة بالخفية داخل هذا البئر خوفا من اضطهاد الرومان لهم، حتى قدوم الملكة هيلانا وزوجها والذين اعتنقوا الديانة المسيحية عام 314 م، وفي بداية القرن الرابع ميلادي استطاعوا من فتح هذا البئر وبنوا هذه الكنيسة التي تعد رابع أقدم رابع كنيسة بالعالم.

## معالمها
أهم معالمها هو "جدار قدس الأقداس" والذي يعود إلى القرن الثالث ميلادي ومصنوع من الحجر، وكرسي البطريرك والذي يعود إلى القرن الرابع ومصنوع من الحجر أيضاً، أما باقي الكنائس فالموجود فيها مصنوع من الخشب. ولا يوجد منه الا اثنان هذا، وأخر موجود في معلولا في سوريا، بالإضافة إلى جرن المعمودية الذي تجاوز عمره ال 1000 سنة.

## وصلات خارجية
- الموقع الرسمي للكنيسة
- فيديو لكنيسة برقين على يوتيوب